# Wafae Idrissi Chorfi
Wafae Idrissi Chorfi, née le 3 mars 1992, est une judokate marocaine.

## Carrière
Dans la catégorie des moins de 48 kg, Wafae Idrissi Chorfi est médaillée de bronze aux Jeux de la Francophonie 2009, aux Championnats d'Afrique de judo 2011, aux Jeux panarabes de 2011 et aux Jeux de la solidarité islamique 2017.